# Mazarredia jiangxiensis
Mazarredia jiangxiensis är en insektsart som beskrevs av Zheng, Z. och F-m. Shi 2009. Mazarredia jiangxiensis ingår i släktet Mazarredia och familjen torngräshoppor. Inga underarter finns listade i Catalogue of Life.